# Sulejewo-Folwark
Sulejewo-Folwark – osada w Polsce położona w województwie wielkopolskim, w powiecie śremskim, w gminie Brodnica.
Zespół folwarczny założony został na gruntach wsi Sulejewo przez Dezyderego Chłapowskiego w połowie XIX wieku. W narożach budynków ustawione są figury świętych.
W latach 1975–1998 miejscowość administracyjnie należała do województwa poznańskiego.
1 stycznia 2023 roku zmieniono nazwę osady z Sulejewo na Sulejewo-Folwark.